# Heinz Geyer (Generalmajor)
Heinz Geyer (* 30. April 1929 in Lauban, Kreis Lauban, Provinz Schlesien; † 3. Juni 2008 bei Berlin) war der letzte Stabschef der Hauptverwaltung A (HV A) im Ministerium für Staatssicherheit (MfS) der DDR.

## Leben
Geyer stammte aus einfachen Verhältnissen und wuchs in Gersdorf am Queis im Landkreis Bunzlau auf. Sein Vater war Friseur, seine Mutter Arbeiterin. Nach der Volksschule begann er 1943 eine Lehre als Friseur, die 1944 durch Dienstverpflichtung unterbrochen wurde. Im Januar 1945, als die Front seine Heimat erreichte, leistete er Hilfsdienste für die Rote Armee. Nach der Vertreibung am Ende des Zweiten Weltkrieges lebte er ab 1945 in Görlitz. Hier setzte er seine Friseurlehre fort und trat in die KPD ein, und wurde mit der Zwangsvereinigung von SPD und KPD 1946 Mitglied der SED.
1949 trat er in die Schule der Volkspolizei ein. Im Jahre 1950 ging er in den Dienst der Kreisstelle Görlitz des MfS und wechselte 1951 in die Kreisdienststelle Leipzig. Im Jahre 1952 wurde Geyer dort Leiter der Abteilung II (Spionageabwehr) und 1953 bereits stellvertretender Leiter der Bezirksverwaltung Leipzig, ab 1958 deren kommissarischer Leiter. Von September bis Dezember 1960 wurde er zum Ministerium nach Berlin kommandiert.

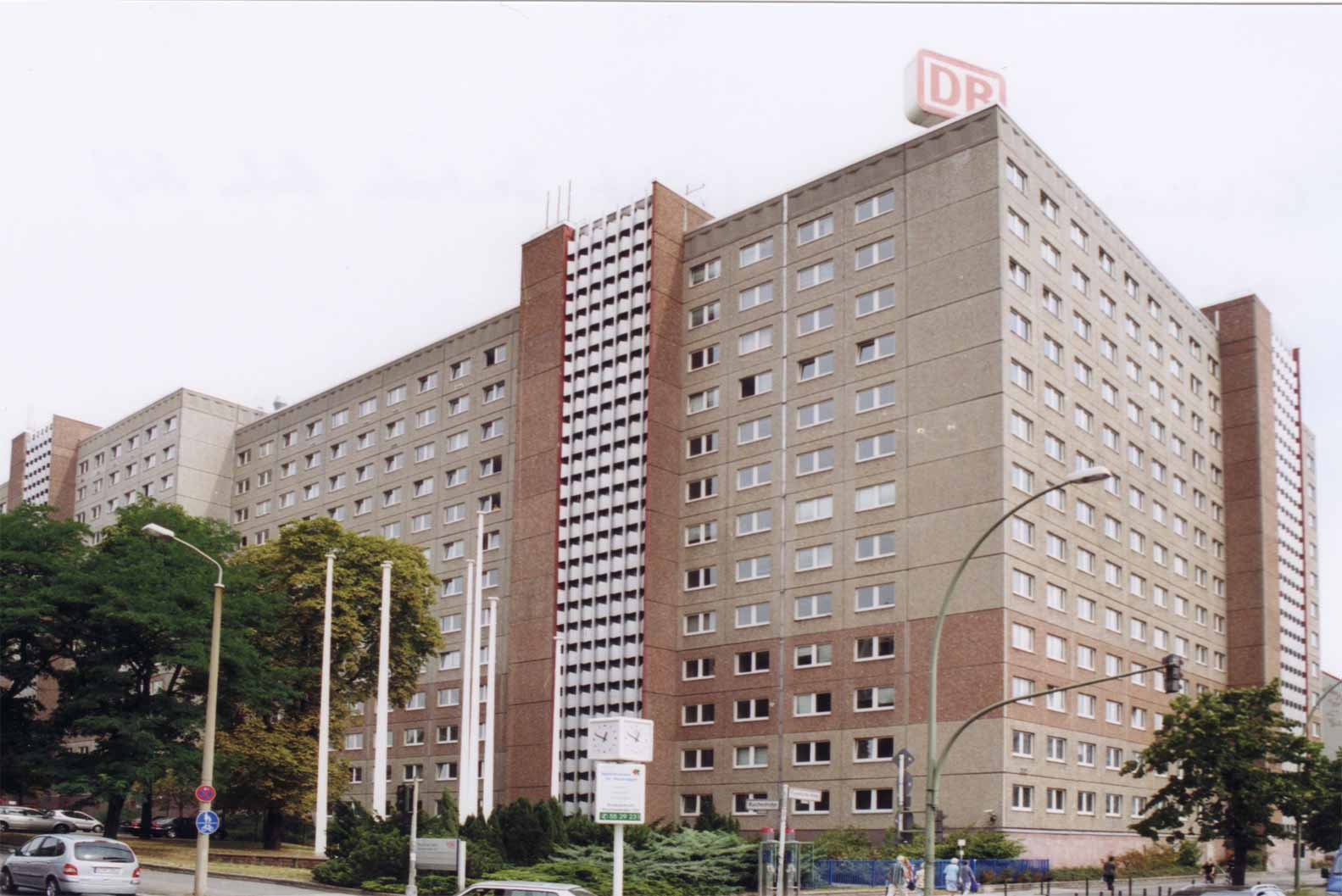
Hauptsitz der HV A im „Haus 15“ der Zentrale des Ministeriums für Staatssicherheit in Berlin-Lichtenberg

Von 1960 bis 1968 absolvierte er ein Fernstudium an der „Juristischen Hochschule“ des MfS in Potsdam-Eiche als Diplom-Jurist. 1964 erfolgte seine Versetzung zur Hauptverwaltung A (HV A) zur Durchführung von Sonderaufgaben, z. B. wurde er als Geheimdienstberater nach Sansibar entsandt. 1965 wurde er stellvertretender Leiter der Abteilung III (Legalresidenturen in „dritten Ländern“, d. h. außer Westdeutschland) der HV A. In den Jahren 1971 bis 1977 übernahm er die Leitung und den Aufbau der Abteilung IX (Gegenspionage im In- und Ausland und feindliche Dienste in der BRD) in der HV A. Ab 1977 war er stellvertretender Leiter (unter Markus Wolf und dessen Nachfolger Werner Großmann), ab 1982 Stabschef der HV A und damit zuständig unter anderem für die Bereiche Koordinierung sowie Grundsatz- bzw. Führungsdokumente. Sein letzter Dienstrang war der eines Generalmajors. 1964 und 1985 erhielt er den Vaterländischen Verdienstorden. Nach dem Ende der DDR wurde er entlassen. Von 1994 bis 2002 war er im Wachschutz tätig.
Im Herbst 2007 nahm Geyer an einem Treffen ehemals führender Funktionäre der DDR-Staatssicherheit im dänischen Odense teil, die dort ihre Tätigkeit als dem Frieden dienend rechtfertigten. Die vom dänischen Historiker Thomas Wegener Friis organisierte Veranstaltung war zunächst am 17. Juni – dem Jahrestag des Volksaufstands in der DDR 1953 – in Berlin geplant gewesen, nach Protesten von Stasi-Opferverbänden und Politikern jedoch zunächst abgesagt und dann nach Dänemark verlegt worden. Die Stasi-Unterlagenbehörde hatte zunächst die Teilnahme zugesagt, zog sie jedoch später wieder zurück.
Die Präsentation seiner Autobiografie Zeitzeichen im Rahmen der Leipziger Buchmesse 2008 sorgte für einen weiteren Eklat. Der Direktor des Stadtgeschichtlichen Museums, Volker Rodekamp, sagte die Veranstaltung im Vorfeld ab und begründete dies mit der Unverantwortbarkeit eines Auftrittes von Geyer. Die Buchvorstellung wurde daraufhin auf die Messe verlegt.
Geyers Verlag teilte mit, dass er am 3. Juni 2008 „plötzlich und unerwartet“ verstorben sei.

## Schrift
- Zeitzeichen. 40 Jahre in Spionageabwehr und Aufklärung, Kai Homilius Verlag, Berlin 2007, ISBN 978-3-89706-859-9